# Campeonato Mundial de Gimnasia Artística de 2009
El XLI Campeonato Mundial de Gimnasia Artística se celebró en Londres (Reino Unido) entre el 13 y el 18 de octubre de 2009 bajo la organización de la Federación Internacional de Gimnasia (FIG) y la Federación Británica de Gimnasia.
Las competiciones se realizaron en la O2 Arena de la capital británica.

## Resultados

### Masculino
| Evento                         | Oro                                  | Plata                                   | Bronce                                |
| ------------------------------ | ------------------------------------ | --------------------------------------- | ------------------------------------- |
| Concurso completo ind. (15.10) | Kohei Uchimura Japón 91,500 pts.     | Daniel Keatings Reino Unido 89,925 pts. | Yuri Riazanov · Rusia · 88,400 pts.   |
| Suelo (17.10)                  | Marian Drăgulescu · Rumania · 15,700 | Kai Zou China 15,675                    | Alexander Shatilov Israel 15,575      |
| Caballo con arcos (17.10)      | Hongtao Zhang China 16,200           | Krisztián Berki · Hungría · 16,075      | Prashant Sellathurai Australia 15,400 |
| Anillas (17.10)                | Mingyong Yan China 15,675            | Yordan Yovchev Bulgaria 15,575          | Olexander Vorobiov · Ucrania · 15,550 |
| Salto de potro (18.10)         | Marian Drăgulescu · Rumania · 16,575 | Flavius Kocsi · Rumania · 16,337        | Anton Golotsutskov · Rusia · 16,287   |
| Paralelas (18.10)              | Guanyin Wang China 15,975            | Zhe Feng China 15,775                   | Kazuhito Tanaka Japón 15,500          |
| Barra fija (18.10)             | Kai Zou China 16,150                 | Epke Zonderland · Países Bajos · 15,825 | Igor Cassina · Italia · 15,625        |

### Femenino
| Evento                         | Oro                                      | Plata                                    | Bronce                                                          |
| ------------------------------ | ---------------------------------------- | ---------------------------------------- | --------------------------------------------------------------- |
| Concurso completo ind. (16.10) | Bridget Sloan Estados Unidos 57,825 pts. | Rebecca Bross Estados Unidos 57,775 pts. | Koko Tsurumi Japón 57,175 pts.                                  |
| Suelo (18.10)                  | Elizabeth Tweddle Reino Unido 14,650     | Lauren Mitchell Australia 14,550         | Sui Lu China 14,300                                             |
| Salto de potro (17.10)         | Kayla Williams Estados Unidos 15,087     | Ariella Kaeslin · Suiza · 14,525         | Youna Dufournet Francia 14,450                                  |
| Barras asimétricas (17.10)     | Kexin He China 16,000                    | Koko Tsurumi Japón 14,875                | Ana Porgras · Rumania · Rebecca Bross · Estados Unidos · 14,675 |
| Barra (18.10)                  | Deng Linlin China 15,000                 | Lauren Mitchell Australia 14,875         | Ivana Hong Estados Unidos 14,550                                |

## Medallero
| Núm. | País           | Oro | Plata | Bronce | Total |
| ---- | -------------- | --- | ----- | ------ | ----- |
| 1    | China          | 6   | 2     | 1      | 9     |
| 2    | Estados Unidos | 2   | 1     | 2      | 5     |
| 3    | Rumania        | 2   | 1     | 1      | 4     |
| 4    | Japón          | 1   | 1     | 2      | 4     |
| 5    | Reino Unido    | 1   | 1     | 0      | 2     |
| 6    | Australia      | 0   | 2     | 1      | 3     |
| 7    | Bulgaria       | 0   | 1     | 0      | 1     |
| 7    | Hungría        | 0   | 1     | 0      | 1     |
| 7    | Países Bajos   | 0   | 1     | 0      | 1     |
| 7    | Suiza          | 0   | 1     | 0      | 1     |
| 11   | Rusia          | 0   | 0     | 2      | 2     |
| 12   | Francia        | 0   | 0     | 1      | 1     |
| 12   | Israel         | 0   | 0     | 1      | 1     |
| 12   | Italia         | 0   | 0     | 1      | 1     |
| 12   | Ucrania        | 0   | 0     | 1      | 1     |
|      | TOTAL          | 12  | 12    | 13     | 37    |